# Delegatura Apostolska w Wietnamie
Delegatura Apostolska w Wietnamie – stałe przedstawicielstwo Stolicy Apostolskiej przy Kościele katolickim w Wietnamie.
Stolica Apostolska i Socjalistyczna Republika Wietnamu nie utrzymują stosunków dyplomatycznych.

## Historia
20 maja 1925 papież Pius XI utworzył Delegaturę Apostolską w Indochinach. Trzykrotnie zmieniała ona nazwę:
- w 1964 na Delegatura Apostolska w Wietnamie i Kambodży
- w 1971 na Delegatura Apostolska w Wietnamie i Republice Khmerów
- w 1975 na Delegatura Apostolska w Wietnamie.

W 1957 komunistyczne władze Wietnamu Północnego wypędziły delegata apostolskiego z Hanoi. Przeniósł on się wówczas do Sajgonu - stolicy Wietnamu Południowego. Delegatura Apostolska w Wietnamie zawiesiła działalność w 1975 po wygraniu przez komunistów wojny wietnamskiej. Wznowiła działalność w 2011, gdy papież Benedykt XVI mianował swojego legata z tytułem nierezydującego reprezentanta papieskiego w Wietnamie. Władze wietnamskie zezwoliły na sprawowanie przez niego funkcji religijnych na terytorium Wietnamu.

## Przedstawiciele papiescy w Wietnamie

### Delegaci apostolscy
- abp Constantino Ajutti (1925 - 1928) Włoch
- abp Victor Colombanus Dreyer OFMCap (1928 - 1936) Francuz
- abp Antonin Fernand Drapier OP (1936 - 1950) Francuz
- abp John Jarlath Dooley SSCME (1951 - 1959) Irlandczyk
- ks. Mario Brini (1959 - 1962) Włoch
- abp Salvatore Asta (1962 - 1964) Włoch
- abp Angelo Palmas (1964 - 1969) Włoch
- abp Henri Lemaître (1969 - 1975) Belg
- wakat (od 1975)

### Nierezydujący przedstawiciel papieski w Wietnamie
- abp Leopoldo Girelli (2011 - 2017) Włoch; nuncjusz apostolski w Singapurze
- abp Marek Zalewski (2018 - 2023) Polak; nuncjusz apostolski w Singapurze

### Rezydujący przedstawiciel papieski w Wietnamie
- abp Marek Zalewski (od 2023) Polak; nuncjusz apostolski w Singapurze[3].